# Golfe de Berau
Le golfe de Berau est situé dans le sud-ouest de l'île de Nouvelle-Guinée, plus particulièrement entre les péninsules de Doberai et de Bomberai de la Papouasie occidentale en Indonésie. Il est limitrophe de la mer de Ceram, dont il n'est pas une division.
La baie de Bintuni se situe au fond de ce golfe.

## Géographie
L'Organisation hydrographique internationale, dans une version non officialisée, définit les limites du détroit de Macassar de la façon suivante :
- À l'ouest: Une ligne joignant le cap Uaim (2° 05′ S, 132° 02′ E) vers le sud au cap Fatagar (2° 47′ S, 131° 56′ E).